# Alocodesmus intermedius
Alocodesmus intermedius är en mångfotingart som beskrevs av Carl 1914. Alocodesmus intermedius ingår i släktet Alocodesmus och familjen Chelodesmidae. Inga underarter finns listade i Catalogue of Life.